# The Gak
The Gak es el improvisado nombre de la unión de Sebastian Bach, ex-vocalista de Skid Row; Axl Rose, Duff McKagan y Slash de Guns N' Roses; y James Hetfield, Kirk Hammett y Lars Ulrich de Metallica; para una fiesta organizada por la revista RIP Magazine que tuvo lugar en el Hollywood Palladium en 1990 y que fue previa a la gira musical que hicieron juntos Metallica y Guns N' Roses en 1992 en la gira "Live N' Loud".
La banda tocó la canción de Guns N' Roses "You're Crazy", de Metallica "For Whom the Bell Tolls", de Skid Row "Piece of Me", de Nazareth "Hair of the Dog" y dos versiones de la canción de Metallica "Whiplash", cantando Bach la primera y Hetfield la segunda. Un impromptu de la Reunión Gak tuvo lugar en el Oracle Arena cuando Bach, Ulrich y Rose actuaron juntos en el mismo escenario.